# Universidade Tecnológica de Bolívar
A Universidade Tecnológica de Bolívar (UTB) é uma instituição de ensino superior na Colômbia. Fundada em 1970, a universidade vem se destacando como um dos centros educativos mais modernos do norte de Colômbia.

## Característica e localização
A UTB é uma instituição bilíngüe com o vocação internacional, localizada em Cartagena das Índias. As empresas da cidade são os sócios corporativos da universidade desde 1975. Hoje a universidade conta com dois modernos campus próprios, um no tradicional bairro de Manga e o Campus de Ternera, situado nos arredores da cidade de Cartagena no Parque Industrial e Tecnológico "Carlos Vélez Pombo". Ambas sedes são compostas por edificações modernas, dotadas de laboratórios, oficinas, salas de informática, e 2 bibliotecas, uma delas sendo a maior do distrito de Cartagena.

## Cursos de graduação
Faculdade de engenharias
- engenharia Ambiental do predegree
- engenharia Civil
- engenharia Elétrica
- engenharia Eletrônica
- engenharia industrial
- engenharia Química
- engenharia Mecânica
- [[engenharia Naval]]
- engenharia de Mecatrónica
- engenharia dos Sistemas
- tecnologia dos sistemas

Faculdade de ciências econômicas e administrativas
- Economia
- Escritório do Contabilista Público
- Administração das Companhias
- Finanças Internacionais e dos Negócios

Faculdade de ciências sociais e humanas
- Psicologia
- Comunicação social
- Dereito
- Ciência política e das relações internacionais

Maestrias
- MBA Executive
- MBA Profissional
- Mestre em Deselvolvimento e meio Ambente
- Mestre em Desenvolvimento e Cultura.
- Master of International Business e Integração.
- Mestre em Administração de Empresas e Organizações Turismo.
- Mestre em Engenharia de Produção.
- Mestrado em Administração e organizações Science.
- Master of Applied Statistics.
- Mestrado em Educação.
- Mestre de Engenharia Naval e Oceânica.
- Mestrado em Gestão da Inovação.
- Mestrado em Engenharia - Ênfase em Engenharia Mecânica.
- Mestrado em Engenharia - Ênfase em sistemas de computador Engenharia e.
- Mestrado em Engenharia - Ênfase em Engenharia Industrial.
- Mestrado em Engenharia - Ênfase em Engenharia Civil e Ambiental.
- Mestrado em Engenharia - Ênfase em Engenharia Elétrica e Eletrônica.
- Mestre em Logística Integrada.
- Mestrado em Gestão de Projetos.
- Mestre em Desenvolvimento Humano nas Organizações.

Doutorado
- Doutorado en Enghenaria.